# Manuel Bonilla Atencio
Manuel de Jesús Bonilla Atencio (Panamá, 4 de abril de 1988) es un futbolista panameño. Juega de centrocampista

## Trayectoria
Bonilla se inició en el fútbol en el Club Activo 20-30 de Santiago de Veraguas. Permaneció allí nueve años. Con 19 años fichó por el Atlético Veragüense para el Apertura de 2007, y el Clausura 2008 lo jugó con Chorrillo. Fichó por el Torrellano en verano de 2008, justo un año después de que su compatriota Blas Pérez pisara el césped del Polideportivo Isabel Fernández en un encuentro amistoso entre el equipo local y el Hércules. Llegó al Torrellano junto con otros dos panameños, Robert Stewart Berrio y Alberto Quintero Medina. El equipo quedó campeón del Grupo 4º de Regional Preferente de la Comunidad Valenciana, y posteriormente en la promoción de ascenso el equipo ascendió a Tercera División. Luego de su paso por España, volvió a su país para fichar por el Atlético Veragüense que jugaba en la primera división en Panamá.

## Selección nacional
Disputó el Preolímpico de Concacaf de 2008, torneo Sub-23, en el que la selección panameña superó la primera fase, y en la fase final disputada en Estados Unidos quedó tercera del Grupo A por detrás de los que serían finalistas, Honduras y Estados Unidos.

### Participaciones en Torneo CONCACAF
| Mundial                                        | Sede           | Resultado  |
| ---------------------------------------------- | -------------- | ---------- |
| Torneo CONCACAF clasificatorio JJOO Pekín 2008 | Estados Unidos | Fase final |

## Clubes
| Club                   | País   | Año         |
| ---------------------- | ------ | ----------- |
| Atlético Veragüense    | Panamá | 2007        |
| Chorrillo F. C.        | Panamá | 2008        |
| Torrellano C. F.       | España | 2008-2009   |
| Chorrillo F. C.        | Panamá | 2009 - 2010 |
| Atlético Veragüense    | Panamá | 2010-2011   |
| Río Abajo Fútbol Club  | Panamá | 2012 - 2013 |
| Sporting San Miguelito | Panamá | 2013 - 2017 |
| Atlético Veragüense    | Panamá | 2018-2019   |

## Palmarés

### Campeonatos regionales
| Título                         | Club             | País   | Año       |
| ------------------------------ | ---------------- | ------ | --------- |
| Regional Preferente (Grupo 4º) | Torrellano C. F. | España | 2008-2009 |

### Campeonatos Nacionales
| Título                     | Club           | País   | Año    |
| -------------------------- | -------------- | ------ | ------ |
| Primera División de Panamá | Sporting S. M. | Panamá | 2013-C |